# (4454) Kumiko
(4454) Kumiko es un asteroide perteneciente al cinturón de asteroides, descubierto el 2 de noviembre de 1988 por Seiji Ueda y el astrónomo Hiroshi Kaneda desde el Kushiro Marsh Observatory, Hokkaido, Japón.

## Designación y nombre
Designado provisionalmente como 1988 VW. Fue nombrado Kumiko en homenaje a "Kumiko Kaneda", esposa del descubridor Hiroshi Kaneda.

## Características orbitales
Kumiko está situado a una distancia media del Sol de 3,194 ua, pudiendo alejarse hasta 3,503 ua y acercarse hasta 2,886 ua. Su excentricidad es 0,096 y la inclinación orbital 0,707 grados. Emplea 2085 días en completar una órbita alrededor del Sol.

## Características físicas
La magnitud absoluta de Kumiko es 12,8. Tiene 13,051 km de diámetro y su albedo se estima en 0,079.